# Good Tape Records
Good Tape Records er et dansk uafhængigt pladeselskab, som blev stiftet i 2005 af Kamilla Traberg Hannibal og Mads Vraa. Pladeselskabet har har hovedsæde i København, og distribuerer gennem Playground.

## Bands
- Attrap
- Battlekat
- Bodebrixen
- Hymns From Nineveh
- Mixtune for Cully
- Murder
- Kill J